# Liste türkischer Bevölkerungsanteile nach Staat
Die Liste türkischer Bevölkerungsanteile nach Staat zählt auf, wie viele türkische Staatsbürgerinnen und Staatsbürger sowie Personen mit türkischem Migrationshintergrund oder Vorfahren in verschiedenen Staaten der Erde leben.
| Rang               | Land                          | Zahl der ethnischen Türken                       | Anteil an der Gesamtbevölkerung | Jahr der Erhebung                                                            | Andere Informationen und Kommentare                                          |
| ------------------ | ----------------------------- | ------------------------------------------------ | ------------------------------- | ---------------------------------------------------------------------------- | ---------------------------------------------------------------------------- |
| 0–                 | Türkei                        | 60.000.000–70.000.000                            | 70–83 %                         | 2023                                                                         | Türken Gesamtbevölkerung 84.119.531 (2023)                                   |
| 01                 | Deutschland                   | 3.000.000 einschließlich anderer Türkeistämmiger | 3,8 %                           | 2013                                                                         | Türkeistämmige in Deutschland                                                |
| 02                 | Frankreich                    | 800.000–1.000.000                                | 1,2–1,5 %                       | 2014                                                                         |                                                                              |
| 0–                 | Bulgarien                     | 508.375                                          | 8,4 %                           | 2021                                                                         | Türken in Bulgarien                                                          |
| 03                 | Vereinigtes Königreich        | 500.000                                          | 0,8 %                           | 2011                                                                         | Mit Zyperntürken                                                             |
| 04                 | Niederlande                   | 480.000                                          | 2,5 %                           | 2007                                                                         |                                                                              |
| 05                 | Österreich                    | 360.000–500.000                                  | 4,1–5,7 %                       | 2016                                                                         | Türken in Österreich                                                         |
| 0–                 | Griechenland                  | 295.000–375.000                                  | 3,2 %                           | Schätzung                                                                    | Westthrakientürken, Dodekanes-Türken, Kreta-Türken                           |
| 0–                 | Türkische Republik Nordzypern | 313.626                                          | 98 %                            | 2011                                                                         | Staat international nicht anerkannt; Zyperntürken                            |
| 06                 | Usbekistan*                   | 258.000                                          | 0,9 %                           | 2001                                                                         | Mescheten                                                                    |
| 07                 | Kasachstan*                   | 250.000                                          | 1,2 %                           | 2001                                                                         | Mescheten                                                                    |
| 08                 | Kirgisistan*                  | 250.000                                          | 3,9 %                           | 2001                                                                         | Mescheten                                                                    |
| 09                 | Tadschikistan**               | 250.000                                          | 2,8 %                           | 2001                                                                         | Mescheten                                                                    |
| 10                 | Belgien                       | 220.000                                          | 2,0 %                           | 2012                                                                         |                                                                              |
| 11                 | Vereinigte Staaten            | 203.996                                          | 0,06 %                          | 2015                                                                         | Türken in den Vereinigten Staaten                                            |
| 12                 | Australien                    | 200.000                                          | 0,8 %                           | 2009                                                                         |                                                                              |
| 13                 | Schweden                      | 200.000                                          | 2,1 %                           | 2012                                                                         |                                                                              |
| 14                 | Saudi-Arabien                 | 180.000                                          | 0,5 %                           | 2002                                                                         |                                                                              |
| 15                 | Russland**                    | 152.415                                          | 0,06 %                          | 2002                                                                         |                                                                              |
| 16                 | Schweiz                       | 68.167                                           | 1,0 %                           | 2016                                                                         | Türken in der Schweiz                                                        |
| 0–                 | Nordmazedonien                | 82.000                                           | 3,8 %                           |                                                                              |                                                                              |
| 17                 | Aserbaidschan*                | 80.000                                           | 0,9 %                           | 1999                                                                         | Ohne Aserbaidschaner                                                         |
| 18                 | Dänemark                      | 93.000                                           | 1,0 %                           | 2003                                                                         |                                                                              |
| 0–                 | Kosovo                        | 22.500                                           | 1,1 %                           | 1999                                                                         |                                                                              |
| 19                 | Israel                        | 55.000                                           | 0,7 %                           |                                                                              |                                                                              |
| –                  | Ägypten                       | 45.000                                           | 0,05 %                          |                                                                              |                                                                              |
| 20                 | Bosnien und Herzegowina       | 50.000                                           | 1,43 %                          |                                                                              | Balkantürken, Türken in Bosnien und Herzegowina                              |
| 0–                 | Rumänien                      | 65.000                                           | 0,15 %                          | 2002                                                                         |                                                                              |
| 21                 | Luxemburg                     |                                                  |                                 |                                                                              |                                                                              |
| 21                 | Venezuela                     | 35.000                                           |                                 |                                                                              |                                                                              |
| 22                 | Kanada                        | 29.910                                           |                                 | 2001                                                                         |                                                                              |
| 23                 | Iran**                        | 19.000                                           |                                 | Schätzung                                                                    | Nicht die iranischen Aserbaidschaner oder die Kaschgai                       |
| 24                 | Norwegen                      | 18.084                                           |                                 | 2006                                                                         |                                                                              |
| 0–                 | Moldau                        | 19.000                                           |                                 |                                                                              |                                                                              |
| 25                 | Italien                       | 19.077                                           |                                 | 2004                                                                         |                                                                              |
| 0–                 | Montenegro                    | 8.400                                            |                                 |                                                                              |                                                                              |
| 0–                 | Libanon                       | 6.300                                            |                                 |                                                                              |                                                                              |
| 27                 | Georgien**                    | 3.900                                            |                                 |                                                                              |                                                                              |
| 28                 | Honduras                      | 2.400                                            |                                 |                                                                              |                                                                              |
| 29                 | Japan                         | 2.928                                            | 0,00235 %                       | 2012                                                                         |                                                                              |
| 30                 | Vereinigte Arabische Emirate  | 1.900                                            |                                 |                                                                              |                                                                              |
| 31                 | Chile                         | 750                                              |                                 |                                                                              |                                                                              |
| 32                 | El Salvador                   | 730                                              |                                 |                                                                              |                                                                              |
| 33                 | Indien                        | 390                                              |                                 |                                                                              |                                                                              |
| 34                 | Aruba                         | 230                                              |                                 |                                                                              |                                                                              |
| 35                 | Brasilien                     | 78                                               |                                 |                                                                              |                                                                              |
| Summe (höchstens)  | Summe (höchstens)             | 6.076.625                                        | 75.016.151                      | mit Türkei, Türkische Republik Nordzypern, Balkanstaaten und anderen Staaten | mit Türkei, Türkische Republik Nordzypern, Balkanstaaten und anderen Staaten |
| Summe (mindestens) | Summe (mindestens)            | 5.288.220                                        | 61.727.384                      | mit Türkei, Türkische Republik Nordzypern, Balkanstaaten und anderen Staaten | mit Türkei, Türkische Republik Nordzypern, Balkanstaaten und anderen Staaten |

Legende
* In diesen Ländern sind jedoch die mehrheitsbildenden und namensgebenden Völker den Türken ethnisch verwandte Völker.

** In diesen Ländern gibt es bedeutende nicht Türkei-türkische Minderheiten, welche allerdings ihnen verwandter Herkunft sind.